# Paranandra keyensis
Paranandra keyensis är en skalbaggsart som beskrevs av Stefan von Breuning 1982. Paranandra keyensis ingår i släktet Paranandra och familjen långhorningar. Inga underarter finns listade i Catalogue of Life.